# St. Nikolaus (Tinning)

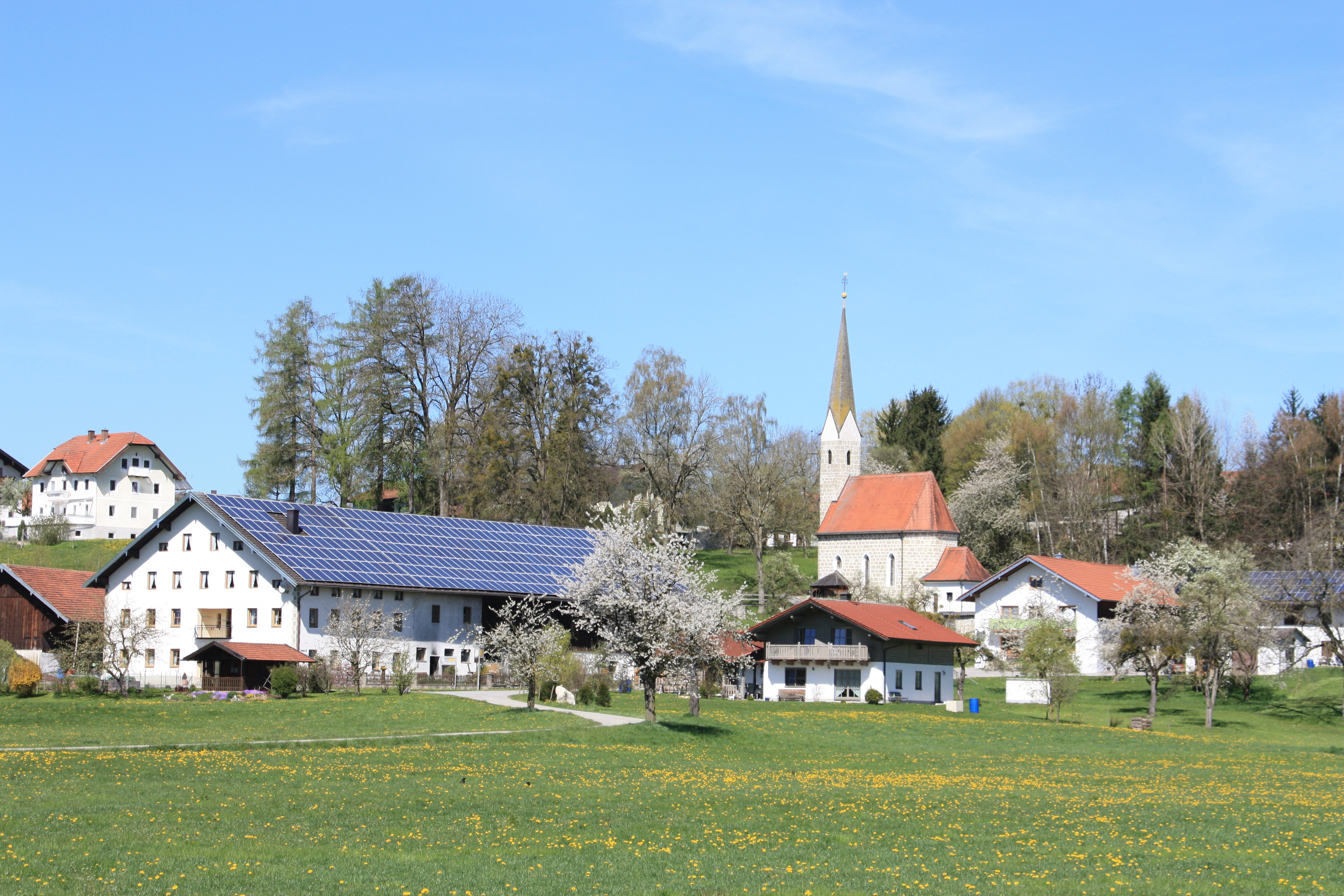
St. Nikolaus in Tinning

Die römisch-katholische Filialkirche St. Nikolaus steht in Tinning, einem Gemeindeteil der Stadt Trostberg im oberbayerischen Landkreis Traunstein. Sie ist in der Liste der Baudenkmäler in Trostberg unter der Nr. D-1-89-157-154 eingetragen. Die Kirche gehört zum Dekanat Traunstein im Erzbistum München und Freising. 

## Beschreibung
Die gotische Saalkirche wurde um 1500 aus Quadermauerwerk erbaut. Sie besteht aus dem Langhaus zu zwei Jochen und dem Chor mit Fünfachtelschluss im Osten, an dessen Scheitel 1765 die Sakristei angebaut wurde. Der Kirchturm mit spitzem Helm ist im Westen teilweise in das Langhaus eingestellt. In seinem obersten Geschoss steht der Glockenstuhl.
Der Chor ist mit einem Netzgewölbe überspannt. In ihm steht ein neogotischer Hochaltar mit einer Statue des Kirchenpatrons, des heiligen Nikolaus.